# Wieczór kawalerski

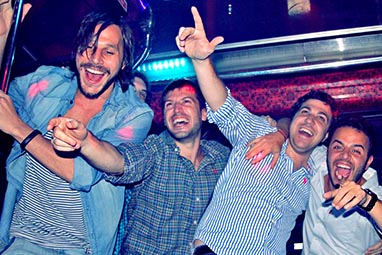
Wieczór kawalerski

Wieczór kawalerski – zwyczajowe przyjęcie urządzane dla kawalera lub przez niego samego przed ślubem. Wieczór kawalerski spędzany jest w towarzystwie wyłącznie osób płci męskiej i w założeniu ma być ostatnią okazją do zażycia przyjemności niedostępnych po ślubie . Koszty zwyczajowo pokrywają przybywający na wieczór koledzy kawalera.